# I’ll Be OK
I’ll Be OK – drugi singel poprockowego zespołu McFly z płyty Wonderland, czwarty singel numer jeden UK Singles Chart na koncie zespołu McFly.
Na singlu znalazł się cover utworu "Pinball Wizard" zespołu The Who.

## Powstanie utworu
Utwór "I’ll Be OK" napisali Tom Fletcher, Danny Jones i Dougie Poynter.

## Lista utworów

### UK CD1
1. "I’ll Be OK"
2. "No Worries"

### UK CD2
1. "I’ll Be OK"
2. "Nothing"
3. "Pinball Wizard"
4. "I’ll Be OK" (teledysk)
5. "Home Footage - Danny's Disco"

### UK DVD single
1. "I’ll Be OK" (audio)
2. "All About You" (audio)
3. "Pinball Wizard" (domowy teledysk)
4. "All About You" (teledysk)
5. "Home Footage - Dougie & The Lizard"